# Ponte Pietra
A Ponte Pietra (magyarul Kőhíd) egy római híd, amely az Adige folyót íveli át Veronánál. Egykoron Pons Marmoreus néven ismerték. A híd építését i. e. 100-ban fejezték be, és a Via Postumia vezetett át rajta. Verona legrégebbi hídja.
A Római Birodalom idején egy másik híd, a Pons Postumius is összekötötte a várost a túlsó parton álló színházzal. A Ponte Pietra városhoz legközelebbi ívét 1298-ban I. Alberto, Verona első embere újjáépíttette. A híd négy ívét a visszavonuló német csapatok a második világháborúban felrobbantották. 1957-ben az eredeti kövekből helyreállították. Ma gyalogoshídként működik.

## Fordítás
- Ez a szócikk részben vagy egészben  a   Ponte Pietra című angol Wikipédia-szócikk ezen változatának fordításán alapul.  Az eredeti cikk szerkesztőit annak laptörténete sorolja fel. Ez a jelzés csupán a megfogalmazás eredetét és a szerzői jogokat jelzi, nem szolgál a cikkben szereplő információk forrásmegjelöléseként.